# Joaquín Soler Serrano
Joaquín Soler Serrano (Múrcia, 19 d'agost del 1919 — Barcelona, 7 de setembre del 2010) va ser un locutor de ràdio espanyol, especialment popular entre el 1960 i el 1970.

## Carrera periodística
Va començar a treballar el 1939 a Ràdio Barcelona, quan aquesta formava part de Radio Nacional de España, on fou locutor i redactor en cap.
Més tard passaria a Radio España. En aquesta etapa es va consagrar com a locutor de ràdio, amb programes històrics com Lo mejor del mundo, Blanco y Negro, La samba, ¡caramba!, Feria de canciones, Reír es vivir, Peseta por palabra, ¡Que rico Mambo! o Busque, corra y llegue usted primero. Era també molt escoltat l'espai Cascabel de contes infantils. El 1956 es va traslladar a Veneçuela, on hi va estar fins al 1958 treballant en televisió. En tornar a Espanya, prosseguiria la seva carrera en la Cadena SER, a Ràdio Barcelona, on va ser el responsable d'espais com: Esto es radio, Avecrem llama a su puerta o Caspe 6... en orbita! amb col·laboradors com Camilo José Cela i Manolo del Arco. Es va fer cèlebre amb les activitats solidàries desenvolupades per tal d'ajudar els damnificats per les inundacions del Vallès que es van produir el 26 de setembre de 1962, recaptant 30 milions de pessetes.
A Televisió Espanyola va debutar-hi l'any 1960, amb el magazine Carrusel. Després vindrien molts altres espais, fins a arribar al programa d'entrevistes A fondo (1976-1981), en el qual va tenir l'oportunitat d'entrevistar-hi figures com Josep Pla, Salvador Dalí, Salvador Espriu, Joan Brossa, Camilo José Cela, Bernardo Bertolucci, Frederick Forsyth, Jorge Luis Borges, Elia Kazan, Antonio Gala, Manuel Puig, Rafael Alberti, José Donoso, Julio Cortázar, Juan Carlos Onetti, Enrique Lafuente Ferrari o Atahualpa Yupanqui. Va rebre els premis més importants del periodisme espanyol, com el Premi Nacional de Radiodifusió (1961) i el Premis Ondas en les edicions de 1955, 1959, 1962, 1976 i 1999.

## Programes de TV
- Carrusel (1960)
- Sí o no (1961-1963)
- Estrellas en 625 líneas (1963)
- Aquí el segundo programa (1965-1966)
- El juego de la oca (1966-1967)
- Cita a las siete (1967)
- Clan familiar (1968-1969)
- Los hombres saben, los pueblos marchan (1969-1970)
- Juego de letras (1972-1973)
- A fondo (1976-1981)
- Siete días (1978)
- Perfiles (1979)

## Fons personal
El seu fons personal es conserva a l'Arxiu Nacional de Catalunya. És un conjunt de gran importància que dona constància de la seva activitat professional i pública, representa un valuós testimoni històric de la vida política, social i cultural catalana i espanyola, així com dels mitjans de comunicació de la nostra història recent. El fons conté: documentació personal i familiar (carnets, passaports, acreditacions, agendes, documentació acadèmica i mèdica) documentació patrimonial (lloguers, accions, arrendaments, factures, operacions bancàries) documentació relacionada amb l'activitat professional (contractes de treball, fulls de salaris i cotitzacions) i l'activitat empresarial (activitats al Poble Espanyol de Palma, fundació Hispaven i projectes amb la Cambra de Comerç de Terrassa, la cadena d'hotels Conde de Barcelona, agències de publicitat i d'altres), correspondència i documentació referida a l'activitat de representació (homenatges, retalls de premsa), però la documentació més representativa quantitativa i qualitativament és la referida a l'activitat periodística (originals mecanografiats i obra publicada, documentació de la seva col·laboració en publicacions periòdiques i gran quantitat de dossiers sobre cadascun del programes realitzats a la ràdio i a la televisió).